# Michaelskirche (Bensheim)

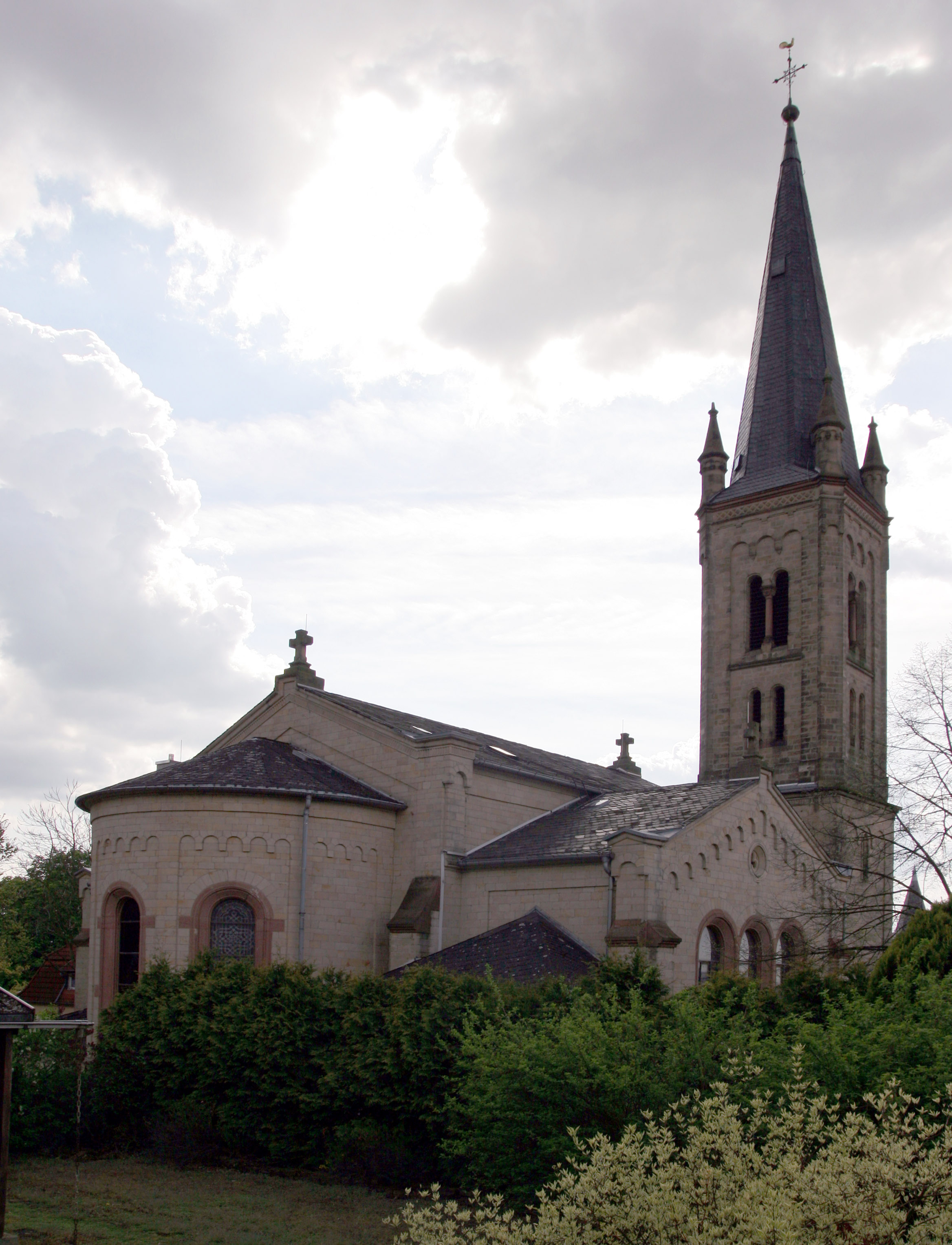
Die Michaelskirche in Bensheim (Ostseite). Links die Apsis.

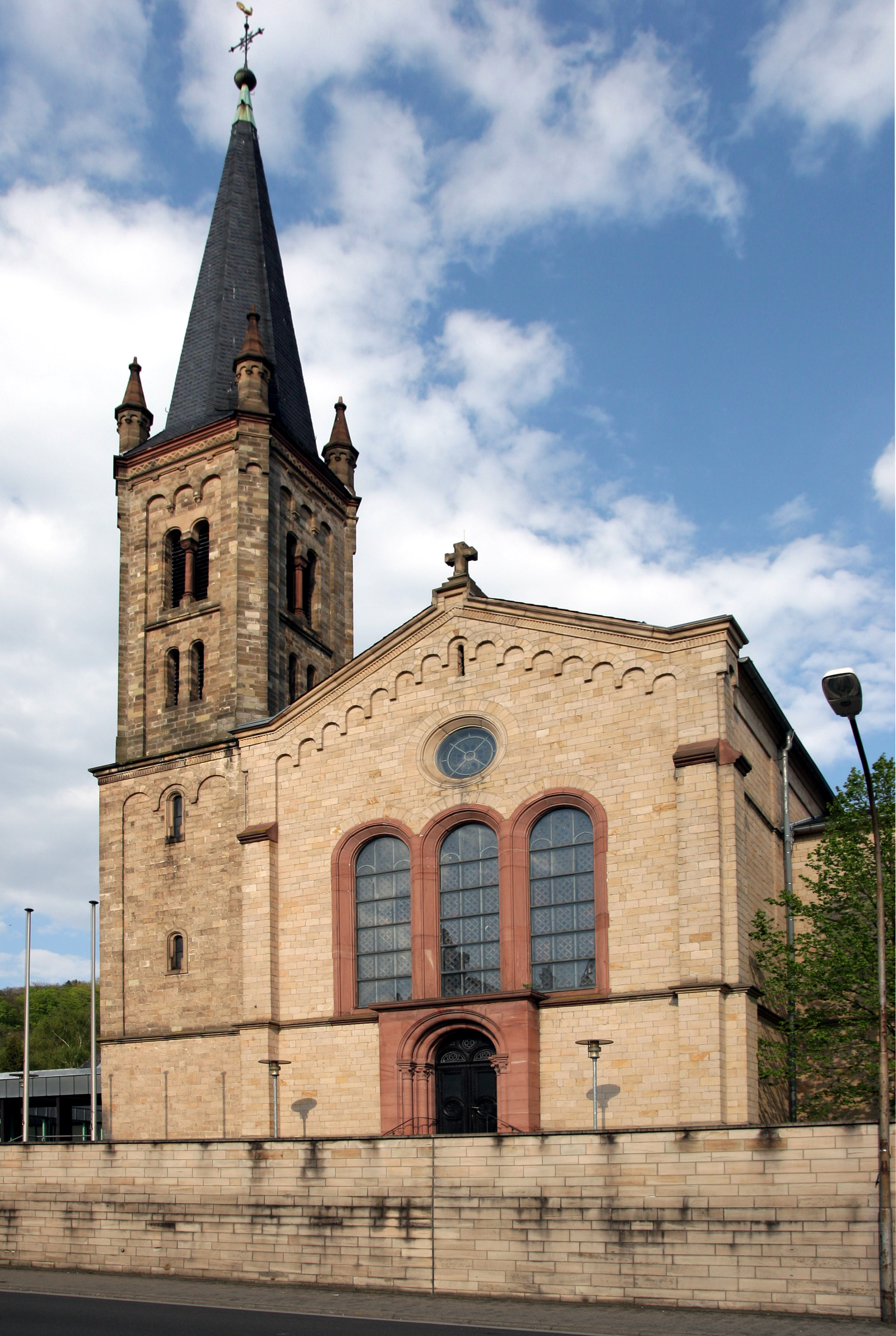
Das Hauptportal an der Westseite (Darmstädter Straße)

Die evangelische Michaelskirche in Bensheim an der Bergstraße ist ein 1863 fertiggestelltes und als Kulturdenkmal geschütztes Kirchengebäude. Die Kirchengemeinde gehört zum Dekanat Bergstraße in der Propstei Starkenburg der Evangelischen Kirche in Hessen und Nassau.

## Planung und Bau
Pläne für den Bau der ersten evangelischen Kirche in Bensheim gab es bereits 1846. Sie stammten aus der Feder des damaligen Kreisbaumeisters Michael Mittermayer. 1845 wurde für 1200 Gulden von dem Weinhändler Franz Feigel ein halber Morgen eines Weinbergs als Bauplatz erworben. Der Bau des Gotteshauses begann aber erst 1860 nach einer Überarbeitung der Pläne. Im Grundriss war ein kreuzförmiger Zentralbau mit einem Oktogon als Kuppel und einem seitlichen Kirchturm vorgesehen. Während des Baus der Kirche stürzte im 14. Oktober 1860 das Vierungsgewölbe ein. Da dieser Tag auf einen Sonntag fiel, kam glücklicherweise keiner der Bauarbeiter durch den Einsturz zu Schaden.
Der Weiterbau wurde daraufhin für 18 Monate unterbrochen. In der Zwischenzeit hatte Mittermayers Nachfolger Christian Horst, ein Schüler von Georg Moller und Heinrich Hübsch, die Pläne grundlegend geändert. Die Michaelskirche war sein erster Kirchenbau und wurde 10. November 1863 feierlich eingeweiht.

## Aufbau
Die Michaelskirche ist im spätklassizistischen Rundbogenstil erbaut, der sich an der Karlsruher Bauschule orientiert. Der Bau ist in gelben Sandsteinen mit roter Sandsteingliederung ausgeführt und besteht aus einem kurzen Schiff mit einem flachen Satteldach. Die halbkreisförmige Apsis ist nach Osten eingezogen. An den Seiten befinden sich niedrigere, kurze Anbauten, die ebenfalls mit Satteldächern versehen sind. Der viergeschossige Turm an der Nordwestseite hat einen quadratischen Grundriss und trägt einen spitzen Helm.

## Orgel

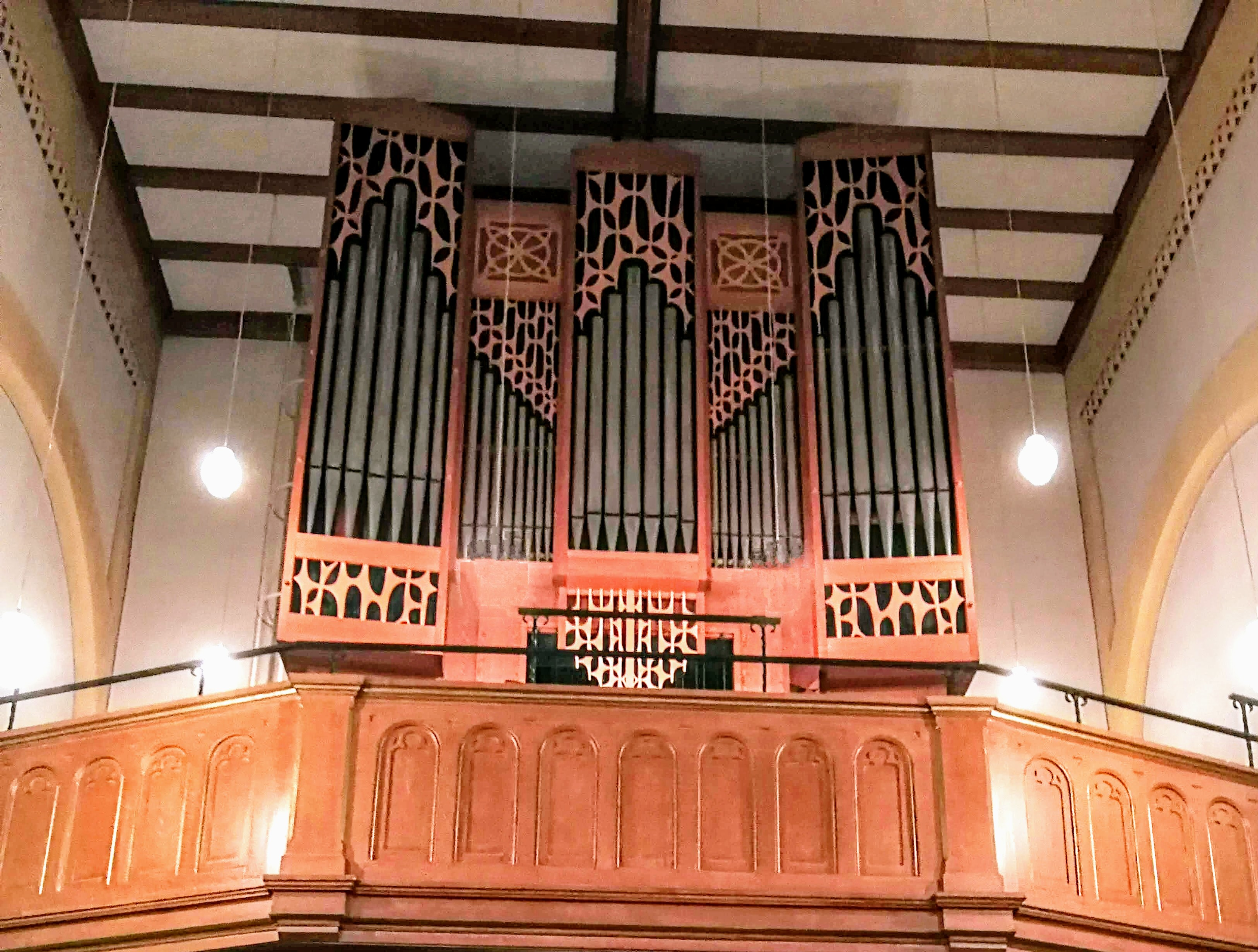
Orgel

1965 erhielt die Kirche eine neue Orgel. Sie wurde von der Firma Werner Bosch Orgelbau (Kassel) erbaut und von dem Bensheimer Orgelbauer Andreas Ott 1998 erweitert. Sie besitzt eine elektrische Register- und mechanische Spieltraktur.
| I Hauptwerk C–a3 |              |       |
| 1.               | Quintadena   | 16′   |
| 2.               | Prinzipal    | 8′    |
| 3.               | Rohrflöte    | 8′    |
| 4.               | Oktave       | 4′    |
| 5.               | Koppelflöte  | 4′    |
| 6.               | Quinte       | 2 ⁄3′ |
| 7.               | Superoktav   | 2′    |
| 8.               | Mixtur IV-VI | 2′    |
| 9.               | Trompete     | 8′    |

| II Brustwerk C–a3 |                 |                |
| 10.               | Holzgedackt     | 8′             |
| 11.               | Hohlflöte       | 4′             |
| 12.               | Prinzipal       | 2′             |
| 13.               | Sesquialtera II | 2 ⁄3′ + 1 3⁄5′ |
| 14.               | Quinte          | 1 ⁄3′          |
| 15.               | Zimbel III      | 1′             |
| 16.               | Krummhorn       | 8′             |
|                   | Tremulant       |                |

| III Schwellwerk C–a3 |            |        |
| 17.                  | Holzflöte  | 8′     |
| 18.                  | Gambe      | 8′     |
| 19.                  | Schwebung  | 8′     |
| 20.                  | Prinzipal  | 4′     |
| 21.                  | Rohrflöte  | 4′     |
| 22.                  | Nasat      | 2 ⁄3′  |
| 23.                  | Waldflöte  | 2′     |
| 24.                  | Terzflöte  | 1 3⁄5′ |
| 25.                  | Scharff IV | 1 ⁄3′  |
| 26.                  | Basson     | 16′    |
| 27.                  | Oboe       | 8′     |
| 28.                  | Clairon    | 4′     |
|                      | Tremulant  |        |

| Pedal C–f1 |                      |         |
| 29.        | Quintuntersatz (32′) | 10 2⁄3′ |
| 30.        | Subbaß               | 16′     |
| 31.        | Prinzipalbaß         | 8′      |
| 32.        | Gemshorn             | 8′      |
| 33.        | Choralbaß            | 4′      |
| 34.        | Mixtur V             | 2 ⁄3′   |
| 35.        | Posaune              | 16′     |
| 36.        | Trompete             | 8′      |

- Nebenregister: Zimbelstern
- Koppeln: II/I, III/I, ΙΙΙ/Ι el, III/II, I/P, II/P, III/P
- Setzer

Die Kirchenbänke wurden 1974/75 durch Stühle ersetzt. Ein neues Geläut aus Bronze wurde 1980 in Betrieb genommen. Die alten Stahlglocken stehen in der Nähe des Hauptportals in einer Grünanlage.